# Fort van Zwijndrecht
Het Fort van Zwijndrecht, officieel de militaire basis Kwartier Kolonel IMF Brosius, is een deel van de fortengordel rond Antwerpen (de zogenaamde Stelling van Antwerpen).  Het fort ligt ten westen van Antwerpen en ten noorden van het fort van Kruibeke in de Oost-Vlaamse deelgemeente Zwijndrecht van Beveren-Kruibeke-Zwijndrecht.

## Geschiedenis

### Plannen
Het Fort van Zwijndrecht maakt deel uit van de Stelling van Antwerpen. Tot de Stelling van Antwerpen was besloten door de keuze voor Antwerpen als Nationaal Reduit in 1859. Het idee hierachter was dat Antwerpen het meest geschikt was als laatste verschansing tot de hulp van bondgenoten zou kunnen arriveren. Het Nationaal Reduit zou bestaan uit 1) een belegeringsomwalling, 2) een fortengordel en 3) onderwaterzettingen. De fortengordel zou bestaan uit een achttal Brialmontforten (gebouwd in 1859) in een 18 km lange gordel van Wijnegem tot Hoboken. Na de Frans-Duitse oorlog van 1870 werd aanvankelijk besloten tot de bouw van drie bruggenhoofdforten en vervolgens tot de bouw van een buitenlinie, die aangepast was aan modernere wapens. Dit laatste plan werd bekrachtigd per wet van 30 maart 1906. Deze Hoofdweerstandstelling omvatte op de rechteroever 16 forten en 10 schansen en op de linkeroever 5 forten en 2 schansen (het Verschanst Kamp Linkeroever). Naast de bestaande forten Steendorp, Kruibeke en Zwijndrecht waren dit Haasdonk en Doel (nooit gebouwd). In het plan van 1905 werden verder nog forten voorzien in Nieuwkerken, Verrebroek en St-Antoniushiek.
Tussen het fort Zwijndrecht en het fort Sint-Marie wordt een Defensieve Dijk aangelegd. Het fort van Kruibeke verdedigt de Schelde, de Defensieve Dijk beschermt de linkeroever bij een overstroming van Melselepolder. Deze dijk heeft 2 versterkingen (Half Maan en Put van Fien) die de wegen naar Kallo en Melsele moeten beschermen. Al deze werken werden uitgevoerd tussen 1870 en 1880.
Het Verschanst Kamp Linkeroever zal nooit daadwerkelijk militair worden ingezet.

### Bouw
Het fort werd tussen 1870 en 1880 gebouwd, samen met het Fort van Eepoel, op de grens van Kruibeke met Burcht. In 1912 werd het gemoderniseerd.

### Eind 20ste eeuw
Tot de jaren zeventig werkten er in het fort 800 militairen en burgers. Het fort was gespecialiseerd in munitiebehandeling en beschikte zelfs over een eigen spooraansluiting en een station op de spoorlijn Antwerpen-Gent. In 2007 werkten er nog 31 mensen: 12 militairen van de Inspectiedienst voor Kruit en Oorlogsexplosieven (Sipeg) en 19 burgers die kruitanalyses doen in het labo. Hetzelfde jaar zou het fort nog sluiten, maar het is nog steeds in gebruik

### Heden
Op 14 maart 2013 gaf de ministerraad de toestemming aan minister van Landsverdediging Pieter De Crem om te beginnen met de berging van munitie in de grachten rond het fort, een van de grootste dumpsites van oorlogsmunitie. Zowel voor en na de Eerste en Tweede Wereldoorlog had elk passerend leger er oorlogsmunitie gedumpt: Belgen, Duitsers, Britten en Amerikanen. In 2001 liet toenmalig minister André Flahaut uitzoeken wat er zich in de grachten bevond. Op de site bevond zich in 2013 naar schatting 2000 à 4000 ton munitie. De operatie zou vier jaar duren, in 2016 zou de laatste munitie geruimd moeten zijn. Het is niet bekend of het fort, dat gedoemd was om militair domein te blijven vanwege de hoeveelheid munitie, daarna een herbestemming krijgt.
Alle historische gebouwen zijn nog aanwezig en de fortgracht is vrijwel intact.

## Fort
Het fort heeft een vijfhoekige omwaterde constructie (stervormig forteiland) met bakstenen gebouwen. In tegenstelling tot de forten I-VIII van de fortengordel rond Antwerpen heeft dit fort geen binnenfort. Het fort heeft geen reduit, maar een batterij over de hele breedte van het fort aan de achterzijde.